# Zburator
Zburător es una palabra rumana, correspondiente a la mitología. La palabra significa "el que vuela". Por lo general, se refiere a la heráldica Dacia, símbolo y bandera de lucha, también su nombre dracone era un vuelo, el lobo con cabeza de dragón. A veces también significa Zmeu, otra criatura semejante a un dragón, pero con aspecto más humano.
El "zburător" o "sburător" también puede referirse a un demonio que toma la forma de un hombre joven y guapo, visitando a las mujeres en su sueño: un íncubo.
Dimitrie Cantemir escribió sobre el mito en Descriptio Moldaviae (1714-1716). Aparece como "un fantasma, un hombre joven, apuesto que viene en el medio de la noche por las mujeres, especialmente las recién casadas y hace cosas indecentes con ellas, a pesar de que no puede ser visto por otras personas, ni siquiera por los que ataca para robar".
Las referencias posteriores a este mito aparecen en el poema romántico de Ion Heliade-Rădulescu Zburătorul.
Vuelve a aparecer el mito en la literatura del romanticismo tardío, en poemas como Călin (archivo de poveste) (Călin (páginas de la historia)) y Luceafarul (La fuerza del cariño) (1884) por el poeta rumano Mihai Eminescu.